# گمینا ستوجنگتسه
گمینا ستوجنگتسه (به لهستانی:  Gmina Studzienice) یک گمینا در لهستان است که در شهرستان بتوف واقع شده‌است. گمینا ستوجنگتسه ۱۷۵٫۹۶ کیلومتر مربع مساحت و ۳٬۴۰۸ نفر جمعیت دارد.